# گیاگان ایران

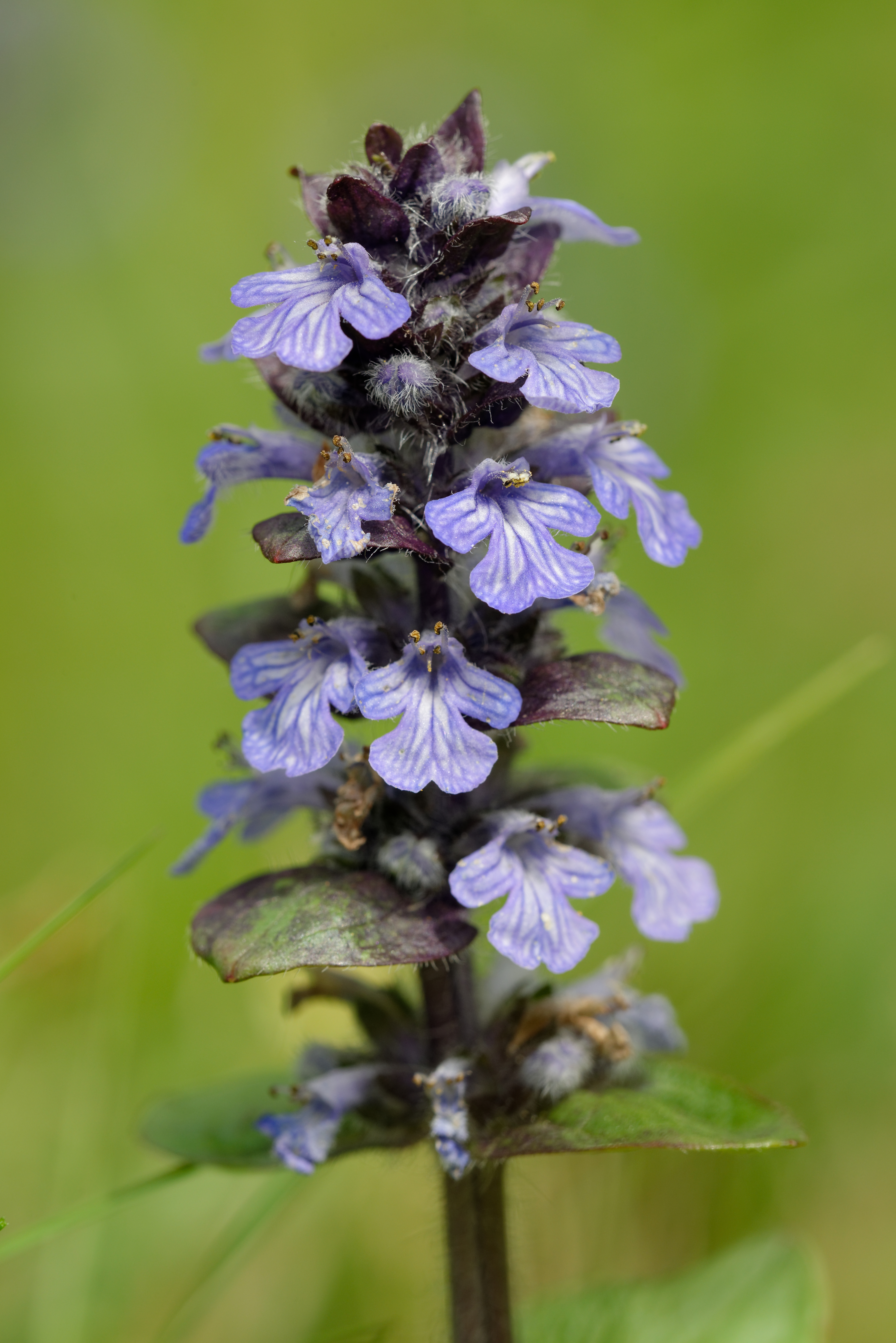
لبدیسی رونده یکی از گیاگان ایران

گیاگان ایران به مجموعه‌ای از گیاهان گفته می‌شود که در منطقهٔ جغرافیایی ایران می‌رویند.
مجموع آرایه (زیست‌شناسی) موجود در ایران حدود ۸۰۰۰ است که شامل:
- حدود ۶۴۱۷ گونه (زیست‌شناسی) (آمار سال ۱۳۷۹). ۷۵۰۰ (آمار سال ۱۳۹۴).[۱][یادداشت ۱]
- ۶۱۱ زیرگونه (آمار سال ۱۳۷۹)
- ۴۶۵ جوره (گیاه‌شناسی) (واریته) (آمار سال ۱۳۷۹)
- ۸۳ دورگه (هیبرید) (آمار سال ۱۳۷۹) است.

از این تعداد حدود ۱۸۱۰ تاکسون بوم‌زاد (اندمیک) ایران هستند.(آمار سال ۱۳۷۹).

## نگارخانه

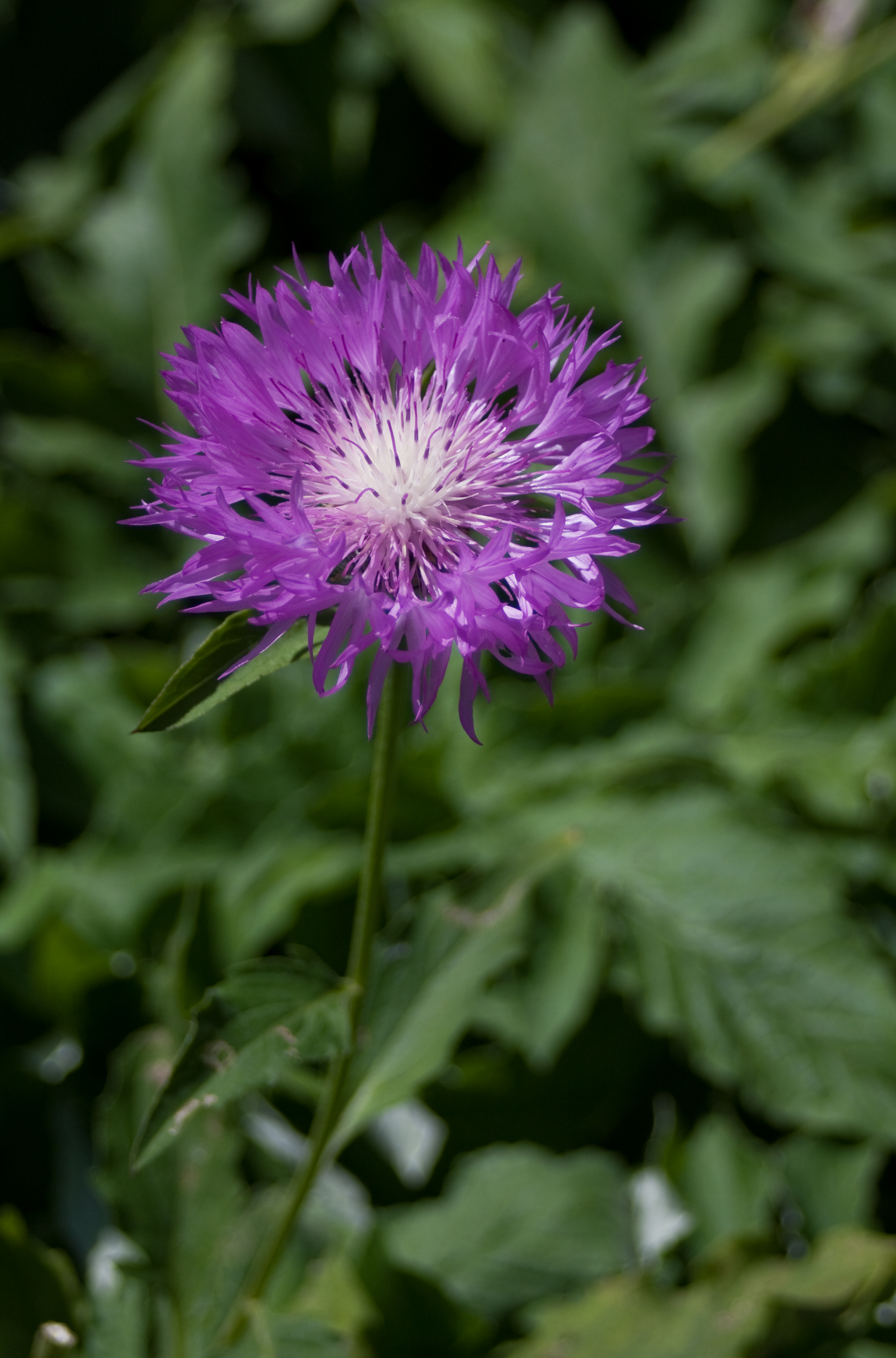
گل گندم ایرانی
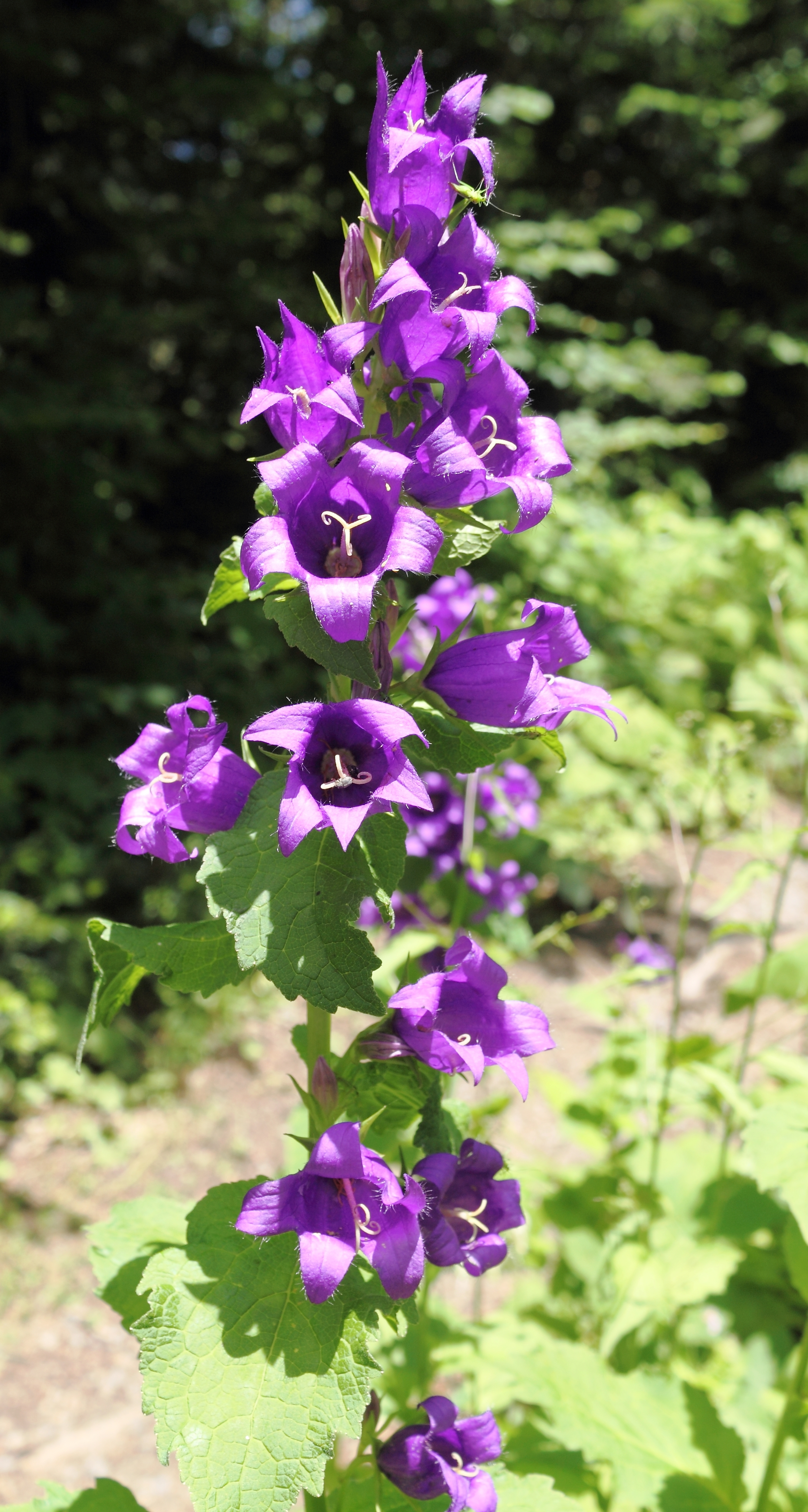
گل استکانی شابیلی